# Marie d'Orléans (rose)
Pour les articles homonymes, voir Marie d'Orléans.
'Marie d'Orléans' est un cultivar de rosier obtenu en 1883 par le rosiériste français Gilbert Nabonnand,. Il est dédié à la princesse Marie d'Orléans (1865-1909).

## Description
Ce rosier thé au feuillage sain s'élève de 170 cm à 200 cm. Il peut être palissé en rosier grimpant. Ses fleurs d'un rose soutenu sont grandes et doubles (17-25 pétales pointus et enroulés). Sa floraison est remontante et se prolonge même au début de l'hiver sous les climats doux . Le parfum de la rose 'Marie d'Orléans' est exubérant.
Il est à protéger du froid par un buttage du pied, sa zone de rusticité étant de 7b à 9b.
On peut notamment l'admirer à la roseraie du Val-de-Marne de L'Haÿ-les-Roses.